# Ростовцев Едуард Ісаакович
Едуа́рд Іса́акович Росто́вцев (рос. Эдуард Исаакович Ростовцев, справжнє ім'я Едуард Ісаакович Щніцер; нар. 1927) — радянський письменник і сценарист.
За професією юрист. Писав російською мовою у пригодницькому і детективному жанрах.
Автор сценарію (разом з Ігорем Луковським і Белою Юнгером) фільму «Їх знали тільки в обличчя» (1966).

## Вибрана бібліографія
- «Заповіт професора Яворського» рос. «Завещание профессора Яворского».
- «Плата за старими боргами» (рос. «Плата по старым долгам»).
- «Остання роль» (рос. «Последняя роль»).
- «Тою суворою осінню» (рос. «Той суровой осенью»).
- «Година випробувань» (рос. «Час испытаний»).
- «Людина з тунелю» (рос. «Человек из тоннеля»).

Книжка «Остання роль» про роботу працівників карного розшуку виходила у 1985 році українською мовою у видавництві «Молодь».